# Mesoproterozoico
| Eón          | Era               | Inicio (millones años) |
| ------------ | ----------------- | ---------------------- |
| Fanerozoico  |                   | 538,8±0,6              |
| Proterozoico | Neoproterozoico   | 1000                   |
| Proterozoico | Mesoproterozoico  | 1600                   |
| Proterozoico | Paleoproterozoico | 2500                   |
| Arcaico      |                   | 4031±3                 |
| Hádico       | 4567              |                        |

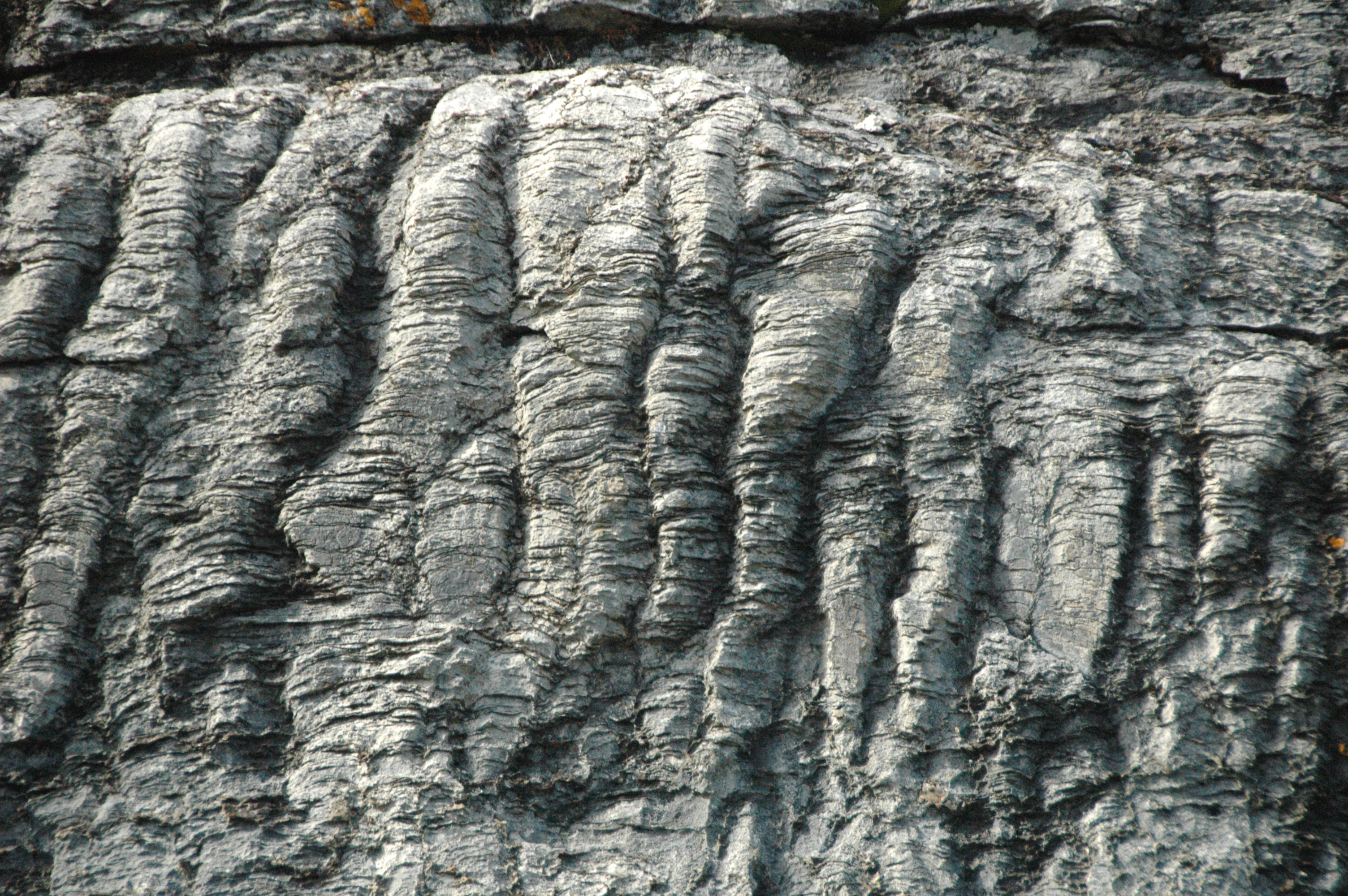
Caliza estromatolítica: numerosos estromatolitos columnares en la caliza precámbrica del Parque Nacional Glacier, Montana, EE.UU

El Mesoproterozoico o era mesoproterozoica, una división de la escala temporal geológica, es la segunda era geológica de las tres que componen el eón Proterozoico y que comienza hace 1600 millones de años y termina hace 1000 millones de años, durando 600 millones de años. Los acontecimientos principales de esta era son: la ruptura del supercontinente Columbia y la formación del supercontinente «Rodinia». En esta era se alcanza la máxima diversidad y abundancia de los estromatolitos formados por cianobacterias, con un pico hace unos 1300 millones de años.
En el Mesoproterozoico también empiezan a aparecer fósiles, tales como Bangiomorpha pubescens, que se parecen a ciertas algas rojas actuales, aunque resultan dudosos, pues podrían ser colonias de cianobacterias. Se tiene una muestra del Mesoproterozoico de Ourasphaira, que quizá fue el predecesor del linaje que condujo a los hongos.

## Subdivisiones
El Mesoproterozoico se divide en tres sistemas/períodos: 
| Supereón    | Eón Eonotema     | Era Eratema                | Periodo Sistema            | Inicio, en millones de años |
| ----------- | ---------------- | -------------------------- | -------------------------- | --------------------------- |
| Precámbrico | Proterozoico     | Neo- proterozoico          | Ediacárico Ediacariano     | ~635                        |
| Precámbrico | Proterozoico     | Neo- proterozoico          | Criogénico Criogeniano     | ~720                        |
| Precámbrico | Proterozoico     | Neo- proterozoico          | Tónico Toniano             | 1000                        |
| Precámbrico | Proterozoico     | Meso- proterozoico         | Esténico Steniano          | 1200                        |
| Precámbrico | Proterozoico     | Meso- proterozoico         | Ectásico Ectasiano         | 1400                        |
| Precámbrico | Proterozoico     | Meso- proterozoico         | Calímico Calymmiano        | 1600                        |
| Precámbrico | Proterozoico     | Paleo- proterozoico        | Estatérico Statheriano     | 1800                        |
| Precámbrico | Proterozoico     | Paleo- proterozoico        | Orosírico Orosiriano       | 2050                        |
| Precámbrico | Proterozoico     | Paleo- proterozoico        | Riásico Rhyaciano          | 2300                        |
| Precámbrico | Proterozoico     | Paleo- proterozoico        | Sidérico Sideriano         | 2500                        |
| Precámbrico | Arcaico Arqueano | Neoarcaico Neoarqueano     | Neoarcaico Neoarqueano     | 2800                        |
| Precámbrico | Arcaico Arqueano | Mesoarcaico Mesoarqueano   | Mesoarcaico Mesoarqueano   | 3200                        |
| Precámbrico | Arcaico Arqueano | Paleoarcaico Paleoarqueano | Paleoarcaico Paleoarqueano | 3600                        |
| Precámbrico | Arcaico Arqueano | Eoarcaico Eoarqueano       | Eoarcaico Eoarqueano       | 4031±3                      |
| Precámbrico | Hádico Hadeano   | Hádico Hadeano             | Hádico Hadeano             | 4567                        |